# César Munder
César Augusto Munder Rodríguez (La Habana, Cuba, 7 de enero de 2000) es un futbolista cubano nacionalizado chileno. Se desempeña como extremo por ambas bandas y actualmente milita en Cobresal de la Primera División de Chile.

## Trayectoria

### Universidad Católica
Llegó a Chile para visitar a su padre y probar suerte en el fútbol. Luego de un frustrado paso por Unión Española con solo 12 años, se unió a las divisiones inferiores de Universidad Católica, se dio a conocer como un jugador veloz y con carácter, llegando a ser capitán de las divisiones inferiores del club estudiantil. 
Tras la llegada de Beñat San José a la dirección técnica del club, César fue promovido al primer equipo, debutando el 29 de abril de 2018 por el torneo nacional frente a San Luis de Quillota por la fecha 11 del torneo de la Primera División de Chile, partido que terminaría empatado a 1 entre ambas escuadras. El 19 de agosto del mismo año, César anotó su primer gol oficial en el torneo de primera división, en el empate parcial 1 a 1 del encuentro por la fecha 20 del torneo frente a Curicó Unido, partido que terminaría inclinado a favor del elenco cruzado por 2 a 1. El 2 de diciembre de ese mismo año, logró su primer título en el futbol chileno con Universidad Católica.
Al año siguiente, ganó la Supercopa de Chile 2019, y a fines de temporada festejó un bicampeonato al quedarse con la copa de la Primera División 2019. En febrero de 2021, se celebró un tricampeonato con Universidad Católica al ganar el campeonato Primera División 2020.
Tras no lograr continuidad en su club, es enviado a préstamo a Club de Deportes La Serena por todo el año 2021. El 3 de enero de 2022 se confirma que Munder, retornan de sus préstamo a Universidad Católica. El 8 de junio tras sumar solo 4 minutos durante el primer semestre del torneo nacional parte a préstamo a Cobresal hasta fin de temporada.

## Selección nacional
En diciembre de 2022, se anunció el inicio de las conversaciones para que Munder fuera convocado a la selección cubana. En junio de 2023, se anunció su rechazo a la convocatoria cubana para los amistosos ante sus similares de Chile y Uruguay por motivos personales.

## Estadísticas

### Clubes
| Club                         | Div.          | Temporada     | Liga  | Liga  | Liga   | Copas nacionales | Copas nacionales | Copas nacionales | Torneos internacionales | Torneos internacionales | Torneos internacionales | Total | Total | Total  |
| Club                         | Div.          | Temporada     | Part. | Goles | Asist. | Part.            | Goles            | Asist.           | Part.                   | Goles                   | Asist.                  | Part. | Goles | Asist. |
| ---------------------------- | ------------- | ------------- | ----- | ----- | ------ | ---------------- | ---------------- | ---------------- | ----------------------- | ----------------------- | ----------------------- | ----- | ----- | ------ |
| Universidad Católica · Chile | 1.ª           | 2018          | 14    | 1     | 1      | 2                | 0                | 0                | —                       | —                       | —                       | 16    | 1     | 1      |
| Universidad Católica · Chile | 1.ª           | 2019          | 11    | 1     | 0      | 2                | 0                | 0                | —                       | —                       | —                       | 13    | 1     | 0      |
| Universidad Católica · Chile | 1.ª           | 2020          | 15    | 2     | 2      | —                | —                | —                | 4                       | 0                       | 0                       | 19    | 2     | 2      |
| Deportes La Serena · Chile   | 1.ª           | 2021          | 25    | 1     | 1      | 4                | 1                | 0                | —                       | —                       | —                       | 29    | 2     | 1      |
| Deportes La Serena · Chile   | Total club    | Total club    | 25    | 1     | 1      | 4                | 1                | 0                | 0                       | 0                       | 0                       | 29    | 2     | 1      |
| Universidad Católica · Chile | 1.ª           | 2022          | 1     | 0     | 0      | —                | —                | —                | —                       | —                       | —                       | 1     | 0     | 0      |
| Universidad Católica · Chile | Total club    | Total club    | 41    | 4     | 3      | 4                | 0                | 0                | 4                       | 0                       | 0                       | 49    | 4     | 3      |
| Cobresal · Chile             | 1.ª           | 2022          | 15    | 2     | 1      | 4                | 0                | 0                | —                       | —                       | —                       | 19    | 2     | 1      |
| Cobresal · Chile             | 1.ª           | 2023          | 28    | 5     | 3      | 3                | 0                | 1                | 1                       | 0                       | 0                       | 32    | 5     | 4      |
| Cobresal · Chile             | 1.ª           | 2024          | 15    | 4     | 2      | 1                | 0                | 0                | 5                       | 0                       | 0                       | 21    | 4     | 2      |
| Cobresal · Chile             | Total club    | Total club    | 58    | 11    | 6      | 8                | 0                | 1                | 6                       | 0                       | 0                       | 72    | 11    | 6      |
| Total carrera                | Total carrera | Total carrera | 124   | 16    | 10     | 16               | 1                | 1                | 10                      | 0                       | 0                       | 135   | 17    | 11     |
| 1. 2. 3.                     |               |               |       |       |        |                  |                  |                  |                         |                         |                         |       |       |        |

### Resumen estadístico
| Competición               | Partidos | Goles | Asistencias |
| ------------------------- | -------- | ----- | ----------- |
| Primera división de Chile | 124      | 16    | 10          |
| Copa Chile                | 16       | 1     | 1           |
| Copa Libertadores         | 8        | 0     | 0           |
| Copa Sudamericana         | 2        | 0     | 0           |
| Total                     | 166      | 17    | 11          |

## Palmarés

### Campeonatos nacionales
| Título             | Equipo                    | País  | Año  |
| ------------------ | ------------------------- | ----- | ---- |
| Primera División   | C. D Universidad Católica | Chile | 2018 |
| Supercopa de Chile | C. D Universidad Católica | Chile | 2019 |
| Primera División   | C. D Universidad Católica | Chile | 2019 |
| Primera División   | C. D Universidad Católica | Chile | 2020 |